# Więcej czadu
Więcej czadu – amerykańsko-kanadyjski komediodramat z 1990 r. w reżyserii Allana Moyle'a.

## Fabuła
Mark Hunter przeniósł się z Nowego Jorku do Arizony. Jest młodym, nieśmiałym uczniem liceum. Nie potrafi się odnaleźć w nowym miejscu. W końcu znajduje sposób na przebicie, ale tak, by go nie rozpoznano. Z radiostacji kupionej przez ojca wieczorem nadaje nielegalne audycje radiowe jako Hard Harry. Początkowo jest przekonany, że trafia w próżnię. Jego audycja to coś w rodzaju pamiętnika, z rozważaniami, rozmowami ze sobą, z błazenadą i oczywiście z muzyką. Ale okazuje się, że audycja staje się bardzo popularna, dostaje listy od słuchaczy i skłania ich do buntu przeciw szkole i nauczycielom. Kiedy jeden ze słuchaczy popełnia samobójstwo, policja zaczyna szukać "radiowca".

## Główne role
- Christian Slater - Mark Hunter/Hard Harry
- Annie Ross - Loretta Creswood
- Andy Romano - Murdock
- Scott Paulin - Brian Hunter
- Mimi Kennedy - Marla Hunter
- Anthony Lucero - Malcolm Kaiser
- Billy Morrissette - Mazz Mazzilli
- Robert Schenkkan - David Deaver
- Cheryl Pollak - Paige Woodward
- Ellen Greene - Jan Emerson
- Samantha Mathis - Nora Diniro
- Keith Stuart Thayer - Luis Chavez
- Jeff Chamberlain - Pan Woodward
- Lala Sloatman - Janie
- Holly Sampson - Cheryl Biggs